# Чучман, Игорь Романович
Игорь Романович Чучман (укр. Ігор Романович Чучман; род. 15 февраля 1985, Львов) — украинский футболист, защитник.

## Клубная карьера
В ДЮФЛ выступал за львовские «Карпаты» и ФК «Обухов». Профессиональную карьеру начал в клубе «Борисфен-2». После играл за киевские «Динамо-3» и «Динамо-2». В зимнее межсезонье сезона 2004/05 перешёл в ужгородское «Закарпатье». В команде дебютировал 24 апреля 2005 года в матче против запорожского «Металлурга». Начало сезона 2006/07 провёл во львовских «Карпатах», после обратно вернулся в «Закарпатье». Зимой 2008 года перешёл в мариупольский «Мариуполь». Карьеру закончил в казахстанском ФК «Иртыш».

## Карьера в сборной
Провёл 10 матчей за юношескую сборную Украины до 17 лет.

## Достижения
- Чемпион Первой лиги Украины: 2007/08
- Серебряный призёр Первой лиги Украины: 2006/07